# 逃犯法
《逃犯法》（英語：Fugitive Felon Act，縮寫為FFA）是一部美國聯邦法律，該法律將為了避免在州重罪訴訟中接受起訴或提供證詞而進行州際逃亡的行為定為犯罪，這種犯罪被稱為非法逃亡。
FFA由美國參議院商務委員會主席羅亞爾·S·科普蘭於1934年1月引入參議院，並於同年5月簽署成為法律。該法律旨在加速抓捕和起訴可以輕易跨越州界的武裝幫派成員的過程；先前的州際引渡程序繁瑣且昂貴，由於缺乏聯邦管轄權，州執法部門無法跨州追捕罪犯。雖然該法通過授權聯邦執法部門逮捕被指控州犯罪的逃犯來解決了後者問題，但FFA的另一個目標，即繞過州際引渡程序，尚未實現，已被捕逃犯的引渡仍然是各州之間的事務。
雖然FFA規定了非法逃亡的懲罰，但實際上根據該法進行的起訴非常罕見，因為該法的目的是作為聯邦當局逮捕逃避州指控的逃犯的工具。

## 歷史

### 背景
美國在战间期經歷了犯罪率的上升和交通運輸的改善，這使得抓捕罪犯變得更加困難。州際逃犯只能通過引渡返回起訴州，這是一個耗時且昂貴的過程，充滿了官僚困難，並且取決於各州的裁量權。另一方面，因聯邦罪行被捕的逃犯可以通過聯邦移送迅速且輕易地返回相關的聯邦地區，因為逮捕官員擁有全國管轄權。缺乏跨州追捕罪犯的執法權也給打擊犯罪帶來了困難，而這些問題可以通過允許聯邦當局逮捕逃犯來解決。《逃犯法》主要針對的犯罪是由如迪林杰幫這樣的武裝團伙所犯下的罪行。

### 在國會中
成為《逃犯法》的法案由美國參議院商務委員會主席羅亞爾·S·科普蘭於1934年1月11日引入參議院，作為加強打擊犯罪的一系列十三項法案的一部分。該法案當時被稱為S. 2253，於1934年3月29日由參議院通過。
S. 2253於1934年5月17日由眾議院通過。次日，法案由富蘭克林·D·羅斯福簽署成為法律。該法案在1934年的制定中，其內容如下：
兹訂立，等等，任何人為了避免在其逃離地的法律下因謀殺、綁架、入室盜竊、搶劫、重傷、強姦、持危險武器襲擊、或伴隨暴力威脅的勒索，或企圖犯下上述任何罪行而從美國的任何州、領地、屬地或哥倫比亞特區進行州際商業移動或旅行，或為了避免在任何指控重罪的刑事訴訟中提供證詞，都是非法的。任何違反本法規定的人，經定罪後，應處以不超過5,000美元的罰款，或不超過5年的監禁，或兩者並處。違反本法的行為只可在原始犯罪地的聯邦司法區起訴。
1961年10月4日，约翰·肯尼迪總統批准了一項修正案，擴大了該法案的適用範圍，將逃避因任何可處死刑或超過一年監禁的罪行起訴的逃犯納入其中。與同時期通過的其他與犯罪相關的立法相比，該修正案在眾議院面臨的反對較少。這項修正案導致了联邦调查局局長約翰·埃德加·胡佛所稱的“顯著增加”的被捕逃犯數量：在修正案通過後的兩年內，找到的逃犯數量從1,418人增加到2,514人。
儘管《逃犯法》在法律上適用於所有州重罪，包括父母綁架案件，但美国司法部在事實上對此類案件設置了例外，直到1980年《防止父母綁架法》（Parental Kidnapping Prevention Act，簡稱PKPA）通過為止。PKPA明確規定《逃犯法》適用於父母綁架案件。

### 在法庭上
1957年，當美国伊利诺伊北区联邦地区法院在《美國訴拉波波特案》中裁定該法律僅適用於逃避已在進行的起訴的逃犯時，該法的權力受到嚴重限制。然而，對於該法權力被削弱的擔憂因後來的兩項裁決而得到緩解：美国联邦第二巡回上诉法院在1957年的《美國訴班多案》和美国明尼苏达联邦地区法院在1958年的《美國訴盧皮諾案》中均裁定該法也適用於逃避潛在起訴的人。
《逃犯法》的合憲性自通過以來曾多次受到挑戰，聯邦法院前的指控包括：違反美國憲法第八修正案（聲稱該法規定的最高刑罰構成残酷和不寻常的惩罚）、美國憲法第十修正案（聲稱該法干涉了保留給各州的執法和引渡權力）、以及正當程序條款（聲稱《逃犯法》過於模糊，讓被告難以理解）。所有這些論點均被駁回。

## 應用與執法
根據現行條文，《逃犯法》對非法逃亡處以罰款和/或不超過五年的監禁。然而，根據該法的判刑極為罕見，通常會撤銷相關指控。美國司法部長羅伯特·弗朗西斯·甘迺迪於1962年報告稱，根據該法被捕的逃犯中，僅有不到0.005%會被起訴。這是因為該法的主要目的是促進對州逃犯的抓捕，避免州際引渡的需要。極少數對非法逃亡進行起訴的案件通常涉及多項聯邦指控或特殊情況，且需要得到美國司法部長、美國司法部副部長、助理司法部長或副助理司法部長的書面批准。
州或地方當局在尋求聯邦協助以抓捕逃離本州的逃犯時，可以對該逃犯提出非法逃亡的指控。如果指控獲得批准，將會發出逮捕令，從而允許聯邦協助。雖然該法案旨在讓國家當局通過聯邦移送迅速將被捕逃犯送至起訴州，但引渡仍主要由各州處理，而《逃犯法》則是聯邦當局進行逮捕的一種機制。

## 相關
- 美國聯邦調查局十大通緝要犯

### 一般資料來源
- . Washington University Law Quarterly. January 1964, 1964 (3): 355–367  [2024-06-06]. （原始内容存档于2024-08-18）.
- Bare, Samuel L. III. . Washington and Lee Law Review. Spring 1960, 17 (1): 161–166  [2024-06-06]. （原始内容存档于2024-07-22）.

## 外部連結
- Sec. 1073. Flight to avoid prosecution or giving testimony
- 1962 Use of Unlawful Flight to Avoid Prosecution warrants (UFAPS) （页面存档备份，存于）
- Text of law from Cornell Law School